# Doaphius clarissimus
Doaphius clarissimus är en skalbaggsart som beskrevs av Rudolph Petrovitz 1973. Doaphius clarissimus ingår i släktet Doaphius och familjen Aphodiidae. Inga underarter finns listade i Catalogue of Life.